# Keyes (Oklahoma)
Keyes – miasto w Stanach Zjednoczonych, w stanie Oklahoma, w hrabstwie Cimarron.